# Teracotona
Teracotona är ett släkte av fjärilar. Teracotona ingår i familjen björnspinnare.

## Bildgalleri

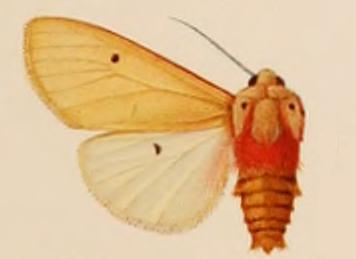
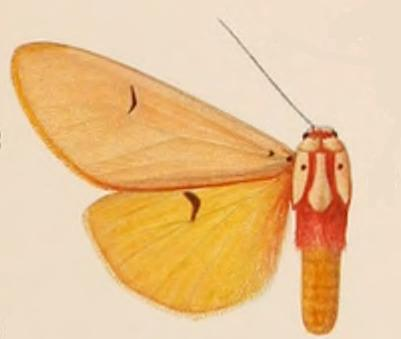
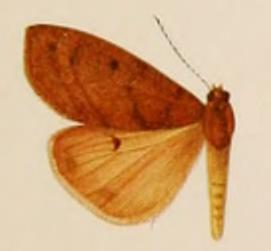
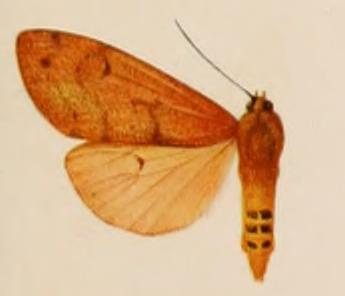
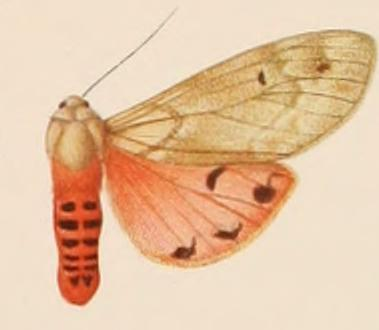
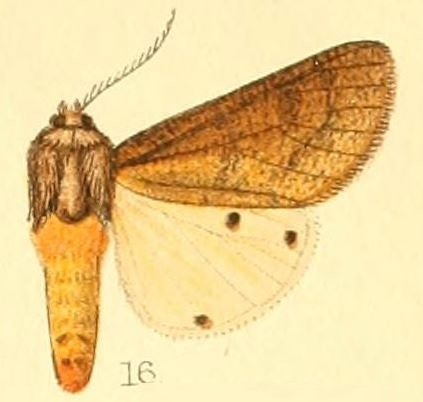

## Dottertaxa tillTeracotona, i alfabetisk ordning[1]
- Teracotona abyssinica
- Teracotona alicia
- Teracotona approximans
- Teracotona bicolor
- Teracotona buryi
- Teracotona clara
- Teracotona debilis
- Teracotona euprepia
- Teracotona euprepioides
- Teracotona flavipennis
- Teracotona frater
- Teracotona homeyeri
- Teracotona immaculata
- Teracotona indistincta
- Teracotona irregularis
- Teracotona jacksoni
- Teracotona kiboshoica
- Teracotona latifasciata
- Teracotona major
- Teracotona melanocera
- Teracotona metaxantha
- Teracotona mirabilis
- Teracotona multistrigata
- Teracotona murtafaa
- Teracotona natalica
- Teracotona neumanni
- Teracotona obscurascens
- Teracotona obscurior
- Teracotona obscurum
- Teracotona pallida
- Teracotona pallidior
- Teracotona pardalina
- Teracotona pitmanni
- Teracotona proditrix
- Teracotona pruinosa
- Teracotona quadripunctata
- Teracotona rhodophaea
- Teracotona roseata
- Teracotona rubiginea
- Teracotona rufipennis
- Teracotona seminigra
- Teracotona senegalensis
- Teracotona sordida
- Teracotona strigosa
- Teracotona subapproximans
- Teracotona subflava
- Teracotona submacula
- Teracotona subterminata
- Teracotona transluscens
- Teracotona trifasciata
- Teracotona uhrikmeszarosi
- Teracotona wittei